# Гина
Гина или Ђина је женско име које се користи у многим земљама, али пре свега у скандинавским земљама, Енглеској, Италији и Немачкој. У Енглеској, ово име је изведено од многих имена који се завршавају са -гина, као што су Георгина или Регина. Такође може бити деминутив имена Вирџинија или Еугенија. Као самостално име (не као надимак) је почело да се користи од двадесетих година 20. века. Грчко значење имена је „девојка са фарме“, варијанта имена Георгина. Италијанско значење овог имена је „башта“. Постоји и као јапанско име у значењу „сребрна“. У Србији је име Гина изведено од имена Ангелина, Ангел, Ангела или Ангелика, а Ђина од Анђелина, Анђел, Анђела или Анђелика.

## Имендан
Имендани се славе у Литванији 31. марта и 24. маја.

## Популарност
На енглеском говорном подручју је постало популарно од педесетих година 20. века са појавом италијанске глумице Ђине Лолобриђиде (енгл. Gina Lollobrigida). Популарности имена је допринела и Ђина Дејвис (енгл. Geena Davis). У САД име је било међу првих 1.000 од 1940. године, али је највећу популарност имало 1960. када је било међу првих 100. Све до 2007. је остало међу првих 1.000, али му популарност опада. Име је популарно у још неким земљама. На пример, у Немачкој је 2007. било на 157. месту, у Норвешкој је од 1996. до 2008. увек било међу првих триста, у Каталонији је од 1996. до 2003. увек било међу првих двеста, у Канади је у периоду од 1998. до 2003. увек било међу првих сто, а и на Филипинима је 2004. било на 27. месту.